# فولفغانغ إرنست (أستاذ جامعي)
فولفغانغ إرنست (بالألمانية: Wolfgang Ernst)‏ هو محامي ألماني، ولد في 1956 في بون في ألمانيا.